# Subprefeitura do Butantã
A Subprefeitura do Butantã é uma das 32 subprefeituras da cidade de São Paulo, sendo regida pela Lei nº 13.999 de 1º de agosto de 2002.
É composta por cinco distritos: Butantã, Morumbi, Vila Sônia, Raposo Tavares e Rio Pequeno, que somados representam uma área de 56,1 km² que corresponde a 3,75% da área do município de São Paulo, habitada por pouco mais de 428 mil pessoas. Com sua densidade demográfica de 7.633 Habitantes/km².

## Distrito do Butantã
Área: 12,50 km²
População: 51.715 (2022)
Densidade Demográfica (Hab/km²): 4.336
Principais Bairros: Cidade Universitária, City Butantã, Jardim Bonfiglioli, Jardim Peri Peri, Caxingui e Vila Gomes.
Principais Vias de Acesso: Av. Engº Heitor Antônio Eiras Garcia, Av. Eliseu de Almeida, Av. Vital Brasil, Av. Corifeu de Azevedo Marques , ponte Eusébio Matoso e Avenida Francisco Morato.
O distrito do Butantã é sede da Universidade de São Paulo, sendo atendido pela linha 4 (amarela) do Metrô de São Paulo (Estação Butantã) inaugurada em 28 de março de 2.011.

## Distrito do Morumbi
Área: 11,40 km²
População: 43.690 (2022)
Densidade Demográfica (Hab/km²): 4.119
Principais Bairros: Cidade Jardim, Fazenda Morumbi, Jardim Guedala, Jardim Leonor, Jardim Panorama, Jardim Sílvia, Morumbi, Paineiras do Morumbi, Real Parque, Vila Progredior.
No distrito do Morumbi encontramos o Hospital Israelita Albert Einstein, o Palácio dos Bandeirantes que é a sede do Governo do Estado de São Paulo, o Estádio Cícero Pompeu de Toledo (Estádio do Morumbi) e o bairro é atendido pela estação São Paulo Morumbi da linha 4 do metrô (linha amarela), inaugurada em 2018.

## Distrito Vila Sônia
Área: 9,90 km²
População: 123.748 (2022)
Densidade Demográfica (Hab/km²):10.954
Principais Bairros: Conjunto Residencial Morumbi, Ferreira, Jardim Celeste, Jardim das Vertentes, Jardim Jaqueline, Jardim Jussara, Jardim Leonor, Jardim Monte Kemel, Jardim Peri Peri, Jardim Rosemary, Jardim Sabiá, L´Habitare, Super Quadra Morumbi, Vila Brasilina, Vila Campo Belo, Vila Inah, Via Sônia, Vila Suzana.
Curiosidade: A região pertencia ao médico Antonio Bueno e a Joaquim Manuel da Fonseca. Era uma grande chácara. Uma das filhas de Bueno chamava-se Sônia que deu o nome ao bairro.

## Distrito Raposo Tavares
Área: 12,60 km²
População: 117.738 (2022)
Densidade Demográfica (Hab/km²): 7.950
Principais Bairros:Cohab Raposo Tavares, Cohab Educandário, Jardim Amaralina, Jardim Arpoador, Jardim Dracena, Jardim João XXIII, Jardim Maria Augusta, Jardim Monte Belo, Jardim Raposo Tavares, Jardim São Jorge, Parque Ipê, Raposo Tavares, Vila Borges, Vila Maria Augusta.
No distrito Raposo Tavares encontramos o Parque Raposo Tavares com 195 mil m². Este parque foi instalado em um antigo aterro sanitário.

## Distrito Rio Pequeno
Área: 9,70 km²
População: 131.631 (2022)
Densidade Demográfica (Hab/km²): 12.212
Principais Bairros: Cidade São Francisco, Jardim Adalgisa, Jardim Califórnia, Jardim Centenário, Jardim D´Abril, Jardim Dinorah, Jardim Esmeralda, Jardim Esther, Jardim Julieta, Jardim Odele, Jardim Rio Pequeno, Parque dos Príncipes, Rio Pequeno, Vila Butantã, Vila Esther, Vila São Domingos, Vila São Francisco, Vila São Luis, Vila Tirandentes, Vila Universitária.